# Phloeotribus scarabaeoides
Phloeotribus scarabaeoides Bern 1788 es un pequeño escarabajo de la familia Curculionidae que en determinados momentos puede ser una plaga de los cultivos. Afecta principalmente al olivo.
En España suele recibir el nombre vulgar de barrenillo del olivo.

## Generalidades
En España está presente en todas las zonas oleícolas así como en el resto de la cuenca del Mediterráneo.

## Descripción
El adulto es de unos 2 o 2,5 mm de longitud, grueso y de color pardo. En la cabeza se insertan las antenas que se caracterizan por terminar en tres artejos dándoles un aspecto de tridente.

## Biología
Pasa el invierno en estadio adulto dentro de galerías que realiza en las ramas. Al final de invierno, coincidiendo con la época de poda del olivo, se traslada a las ramas cortadas donde hace las puestas.

## Daños
Las galerías que realiza en las ramas las debilitan facilitando que se quiebren y también puede producir que mueran esas ramas al impedir el normal flujo de savia. Llegando en casos extremos a ser árboles improductivos.

## Control
Se recomienda adelantar la poda de modo que cuando P. scarabaeoides vaya a realizar la puesta en las ramas de poda, estas estén ya demasiado secas y no les sirvan. También se recomienda retirar o destruir los restos de poda. En caso de guardarse ramas de poda como combustible, se recomienda tenerlo aislado de modo que los insectos no puedan salir (bolsas, recintos herméticos). También se recomienda el uso de palos cebo que se dejan debajo de los árboles para que realicen las puestas, antes de que las larvas lleguen a adultas y puedan salir al exterior y dispersarse, los palos deben ser quemados.
En caso de zonas muy atacadas se pueden realizar tratamientos químicos con productos con gran poder de penetración.